# Gaultheria antipoda
Gaultheria antipoda là một loài thực vật có hoa trong họ Thạch nam. Loài này được G.Forst. mô tả khoa học đầu tiên năm 1786.